# Ladislao
Ladislao  è un nome proprio di persona italiano maschile.

## Varianti
- Maschili: Vladislao[3]
- Femminili: Ladislava[3]

### Varianti in altre lingue
- Asturiano: Ladislado[6]
- Basco: Ladisla[6]
- Bulgaro: Владислав (Vladislav)[2]
- Catalano: Ladislau[6]
- Ceco: Vladislav[2], Ladislav[2][5]
  - Femminili: Vladislava[7], Ladislava[7]
- Croato: Vladislav[2], Ladislav[2][5]
- Francese: Ladislas
- Galiziano: Ladislau[6]
- Latino: Ladislaus[1][2][3][5], Ladislavus[1][3], Ladislas[2][5]
- Polacco: Władysław[2][5], Włodzsiław[2]
  - Femminili: Władysława[7]
- Portoghese: Ladislau[2]
- Rumeno: Ladislau[2]
- Russo: Владислав (Vladislav)[2][5]
  - Femminili: Владислава (Vladislava)[7]
- Serbo: Владислав (Vladislav)[2]
- Slovacco: Vladislav[2], Ladislav[2]
  - Femminili: Ladislava[7]
- Sloveno: Vladislav[2], Ladislav[2]
- Spagnolo: Ladislao[2][5][6]
- Tedesco: Ladislaus
- Ucraino: Владислав (Vladyslav)[2]
  - Femminili: Владислава (Vladyslava)[7]
- Ungherese: László[1][2][5]

In molte lingue slave sono diffuse, del nome, forme abbreviate come Vlad, Vladan e Vlado, che sono condivise con altri nomi comincianti per Vlad-; oltre a queste, sono da segnalare anche il russo Слава (Slava) e l'ungherese Laci.

## Origine e diffusione
È la forma italiana del nome slavo Vladislav, mutuata tramite il latino medievale Ladislaus o Ladislavus. È composto dalle radici vlad- ("dominare", "governare") e slava ("gloria"), e il significato può quindi essere interpretato con "che domina con gloria" oppure "glorioso signore". Entrambi gli elementi che compongono il nome sono assai frequenti nell'onomastica slava: il primo è presente anche in Vladimiro e Vsevolod, il secondo in Miroslavo, Svjatoslav, Dragoslav e vari altri.
Il nome è piuttosto raro in Italia; negli anni settanta se ne contavano circa ottocento occorrenze, varianti incluse, accentrate per due terzi in Friuli-Venezia Giulia (specie nella minoranza linguistica slovena) e per il resto disperso nel Nord.

## Onomastico
L'onomastico si festeggia in genere il 27 giugno (o il 30) in ricordo di san Ladislao, re d'Ungheria. Con questo nome si ricorda anche una decina di beati, perlopiù martiri sotto il regime comunista o quello nazista.

## Persone
- Ladislao I di Napoli, re di Napoli

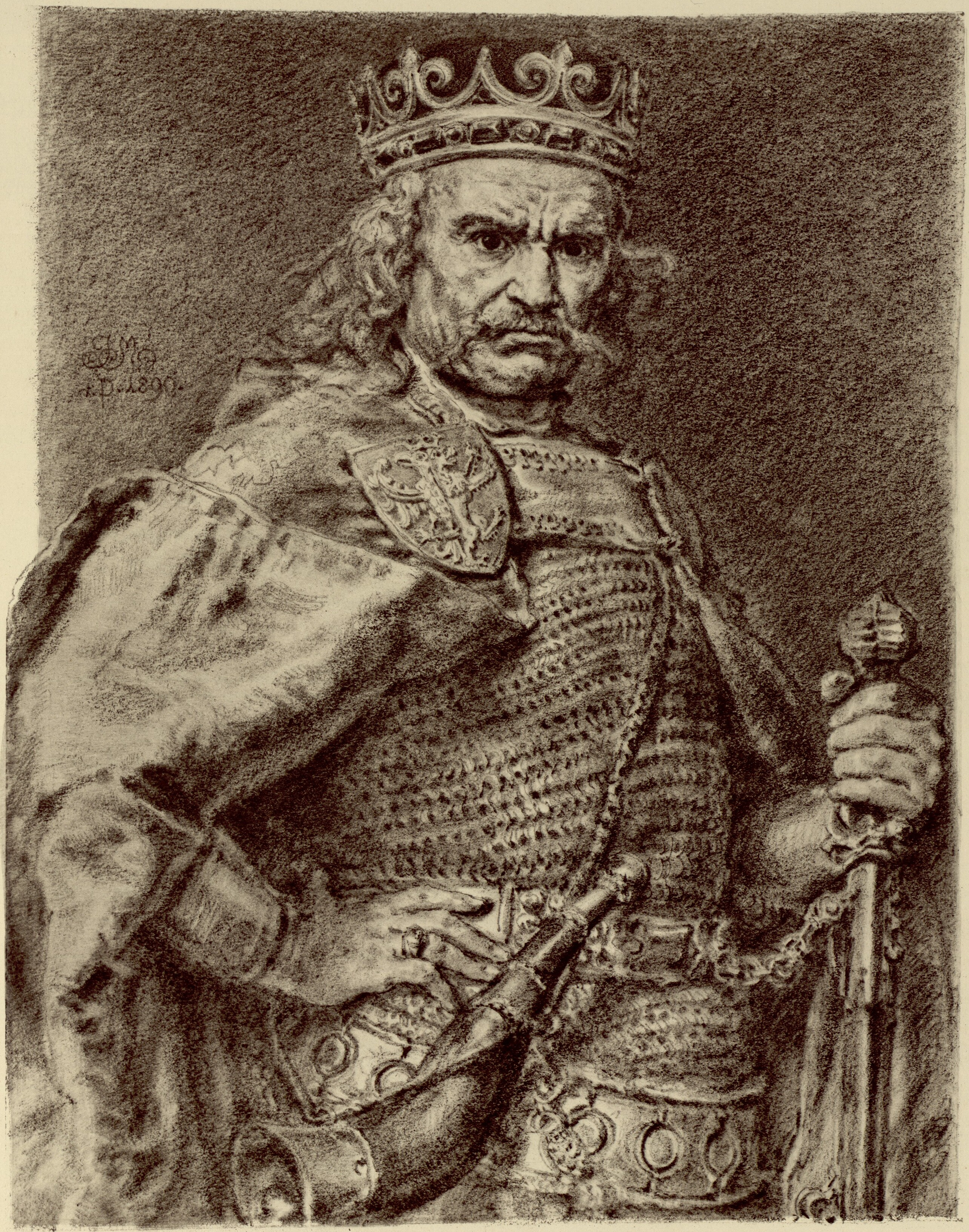
Ladislao I di Polonia

- Ladislao I di Polonia, re di Polonia
- Ladislao II di Polonia, re di Polonia e granduca di Lituania
- Ladislao III di Polonia, re di Polonia, Ungheria e Croazia
- Ladislao IV di Polonia, re di Polonia, granduca di Lituania, e zar di Russia
- Ladislao I d'Ungheria, re d'Ungheria e Croazia
- Ladislao de Gauss, pittore, pubblicitario, illustratore, e figurinista italiano
- Ladislao Findysz, presbitero polacco
- Ladislao Mazurkiewicz, calciatore uruguaiano
- Ladislao Mittner, critico letterario, linguista e insegnante italiano
- Ladislao Vajda,  regista, sceneggiatore e montatore ungherese naturalizzato spagnolo

### Variante Ladislav

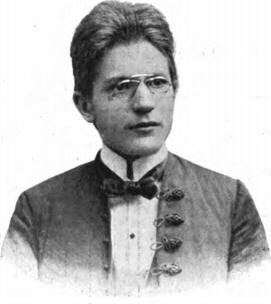
Ladislav Prokeš

- Ladislav Jurkemik, calciatore e allenatore di calcio slovacco
- Ladislav Klíma, scrittore ceco
- Ladislav Krejčí, calciatore ceco
- Ladislav Kuna, allenatore di calcio e calciatore cecoslovacco
- Ladislav Novák, poeta e pittore ceco
- Ladislav Prokeš, scacchista e compositore di scacchi cecoslovacco

### Variante Vladislav

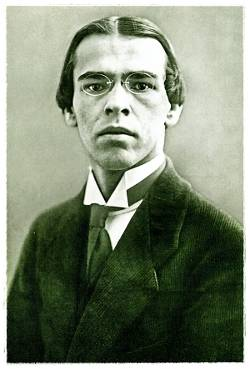
Vladislav Chodasevič

- Vladislav I di Valacchia, principe di Valacchia
- Vladislav II di Valacchia, principe di Valacchia
- Vladislav Antonov, slittinista russo
- Vladislav Bortkevič, economista e statistico russo
- Vladislav Chodasevič, poeta e critico letterario russo
- Vladislav Đukić, allenatore di calcio e calciatore serbo
- Vladislav Južakov, slittinista russo
- Vladislav Tkačëv, scacchista francese
- Vladislav Vančura, poeta e scrittore ceco
- Vladislav Nikolaevič Volkov, cosmonauta sovietico

### Variante Władysław

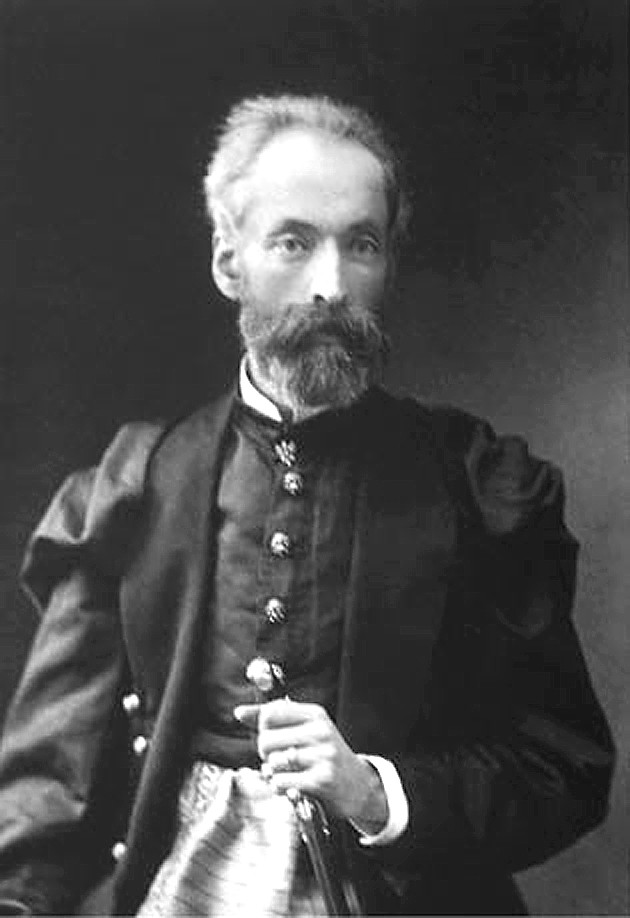
Władysław Czartoryski

- Władysław Anders, generale e politico polacco
- Władysław Bartoszewski, giornalista e politico polacco
- Władysław Bukowiński, presbitero polacco
- Władysław Czartoryski, filantropo e diplomatico polacco
- Władysław Faron, vescovo vetero-cattolico polacco
- Władysław Gomułka, politico polacco
- Władysław Goral, vescovo cattolico polacco
- Władysław Raczkiewicz, militare e politico polacco
- Władysław Reymont, scrittore polacco
- Władysław Rubin, cardinale polacco
- Władysław Sikorski, generale e politico polacco
- Władysław Szpilman, compositore e pianista polacco
- Władysław Taczanowski, zoologo, ornitologo e aracnologo polacco
- Władysław Żmuda, calciatore e allenatore di calcio polacco

### Variante László

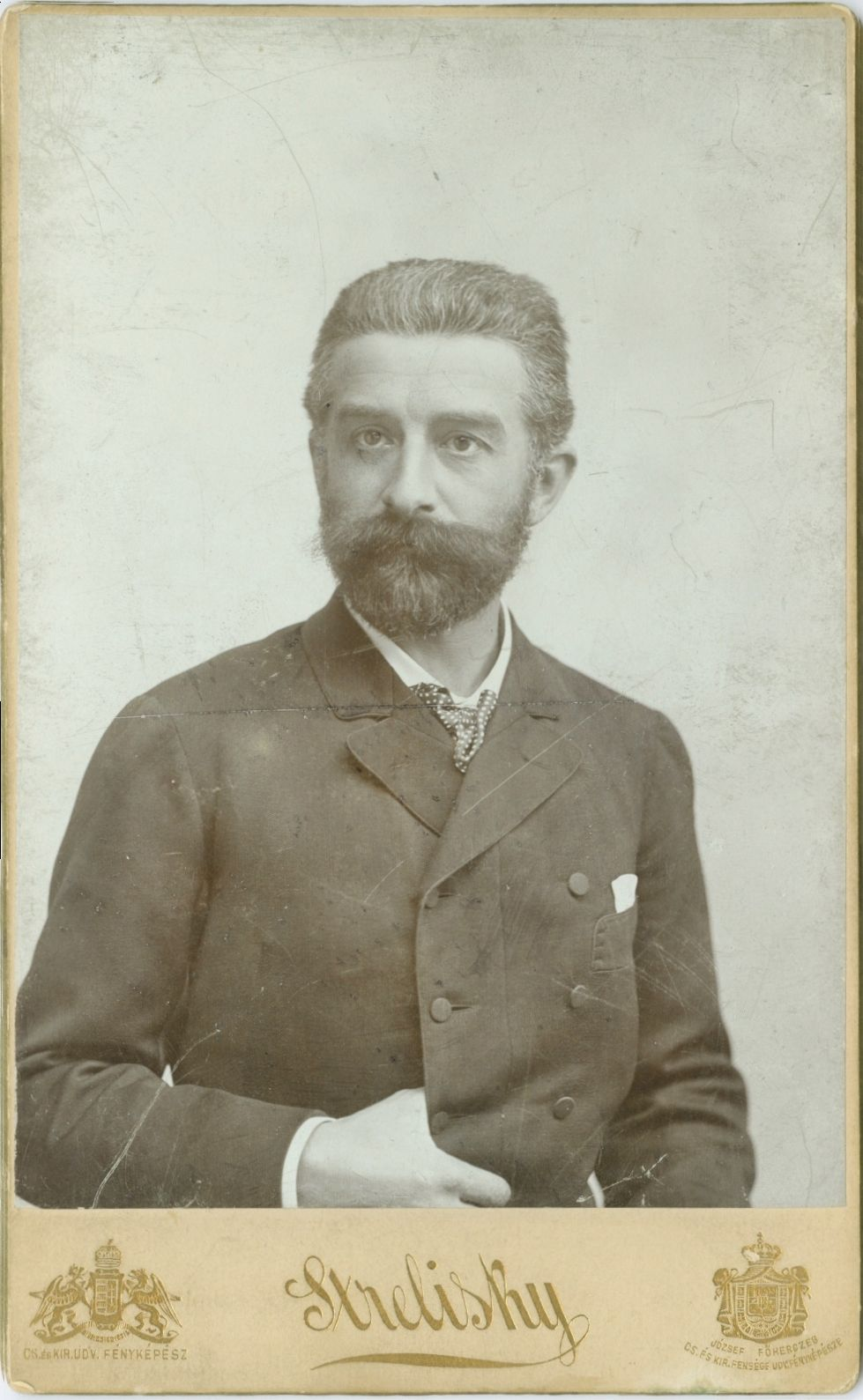
László Arany

- László Almásy, esploratore, aviatore e militare ungherese
- László Arany, scrittore ungherese
- László Bárdossy, politico ungherese
- László Bíró, giornalista e inventore ungherese
- László Bölöni, calciatore e allenatore di calcio rumeno
- László Kubala, calciatore e allenatore di calcio ungherese
- László Mérő, matematico e scrittore ungherese
- László Németh, scrittore ungherese
- László Sólyom, politico ungherese
- László Szabó, scacchista ungherese

### Altre varianti
- Stephan Ladislaus Endlicher, botanico, numismatico e orientalista austriaco
- Vladyslav Terzyul, alpinista ucraino
- Ladislas Meduna, neurologo ungherese
- Ladislaus von Szögyény-Marich, diplomatico e politico austriaco